# Wezelhaaien
Wezelhaaien (Hemigaleidae) is een familie van grondhaaien die bestaat uit 4 geslachten en 8 soorten.

## Taxonomie
De familie van wezelhaaien is als volgt onderverdeeld:
- Onderfamilie Hemipristinae
  - Hemipristis Agassiz, 1843
- Onderfamilie Hemigaleinae
  - Chaenogaleus T. N. Gill, 1862
  - Hemigaleus (Bleeker, 1852)
  - Paragaleus (Budker, 1935)

Atelomycteridae · Dichichthyidae · Gladde haaien (Triakidae) · Hamerhaaien (Sphyrnidae) · Kathaaien (Scyliorhinidae) · Pentanchidae · Requiemhaaien (Carcharhinidae) · Rugvinkathaaien (Proscylliidae) · Tijgerhaaien (Galeocerdonidae) · Valse kathaaien (Pseudotriakidae) · Voeldraadhondshaaien (Leptochariidae) · Wezelhaaien (Hemigaleidae)